# محسن مبصر
سپهبد محسن مُبَصِّر (۱۲۹۶ روستای سردرود تبریز - ۱۳۷۵ لندن) نظامی و رئیس شهربانی (۱۳۴۳–۱۳۴۹) بود.

## تولد و تحصیلات
محسن مبصر فرزند میرزا عبدالعلی‌خان مبصرالدوله متولد ۱۲۹۶ در تبریز (روستای سردرود) است. او تحصیلات عالی خود را در دانشکده افسری (تهران) و در رسته توپخانه به پایان برد.

## مدارج اداری و نظامی
وی در ارتش مدارج مختلفی را مانند ریاست رکن ۲رضائیه، ریاست بازرسی سازمان صنایع نظامی، ریاست ستاد فرماندهی نظامی تهران، اتاشه نظامی ایران در کشورهای عربی، ریاست اداره بسیج همگانی ستاد کل ارتش گذراند و در سال ۱۳۳۹ با درجه سرتیپی به ریاست پلیس تهران منصوب شد.
وی قسمت زیادی از دوران خدمت خود را به مبارزه با نفوذ حزب توده در ارتش اختصاص داد. مهمترین دستاورد او در این مبارزه، نقش مؤثر در کشف شبکه نظامی حزب توده بود. کشف این توطئه منجر به دستگیری های گسترده دیگر اعضای توده شد که در شبکه نظامی نبودند.بنا به ادعای خود مبصر وی با مشورت هایی که به تیمور بختیار داد یکی از پایه گذاران ساواک به شمار می رود، با این‌حال بعد از تاسیس ساواک، علیرغم اصرار تیمور بختیار به آن سازمان نمی پیوندد.
وی در زمان ریاست بر اداره اطلاعات و تجسس رکن دو ارتش پس از ترور تیمسار رزم آرا دفترچه‌ای را از خانه اش پیدا کرد که در آن دفترچه دلایلی بر نقش رزم‌آرا در ترور شاه در سال ۱۳۲۷ نوشته شده‌است.
مبصر در سال ۱۳۴۱ بادرجه سرلشکری به معاونت کل شهربانی کل کشور منصوب شد و در سال ۱۳۴۳ به ریاست شهربانی انتخاب شد و تا سال ۱۳۴۹ در این سمت باقی ماند. بنا به اظهارات خود مبصر در مصاحبه با پروژه تاریخ شفاهی ایران وی بعد از اظهار تنفر و انزجار شاه از هیپی‌ها و چند بار درخواست مستقیم او از مبصر جهت برخورد با آنها تصمیم به مقابله با این سبک از مد و سبک زندگی می گیرد، بنابراین طی دستوری به ماموران شهربانی هیپی‌ها در خیابان دستگیر و مقداری از موی سر آنها تراشیده میشد تا خودشان مجبور شوند بقیه موی سر را اصلاح کنند. در اجرای این عملیات، فرهاد مشکات رهبر ارکستر نیز به صورت ناشناس دچار پاسبانی می شود و درست در شبی که کنسرتی با حضور ملکه فرح دیبا داشته موی سرش تراشیده می شود که در همان شب به ملکه شکایت می کند و فرح دیبا نیز به شاه گلایه می کند. طبق اظهارات خود مبصر، وی حاضر به معرفی شخص دیگری به‌طور مثال خود پاسبانی که موی سر مشکات را تراشیده بوده به عنوان مقصر نمی شود و مسئولیت این اشتباه را می پذیرد که در نهایت منجر به برکناری وی می شود.
مبصر پس از کنار رفتن از شهربانی به ریاست هیئت مشاوران ستاد بزرگ ارتشتاران برگزیده شد و تا زمان حضور در دولت، در این هیئت مشغول به کار بود. وی سپس در دولت امیرعباس هویدا طی سالهای ۱۳۵۱–۱۳۵۲ به معاونت نخست‌وزیری و سرپرستی سازمان دفاع غیرنظامی منصوب شد. او در سال ۱۳۵۲ بازنشسته شد. وی بعد از انقلاب به ترکیه و سپس به انگلستان رفت و در سال ۱۳۷۵ در لندن درگذشت.
وی خاطرات خود را در کتابی بنام پژوهش در لندن به نشر رسانید.